# 新孩子們的戰爭
《新兒童的戰爭》（日语：新キッズ・ウォー），為2005年－2006年TBS電視台播出的晨間連續劇，由中部日本放送製作、於TBS「連續劇30」時段播出，為《孩子們的戰爭》之續作，播出時間每天午間1:30－2:00（日本標準時間）。全劇共有2季：第1季（Heart 1）於2005年8月1日－9月30日播出，第2季（Heart 2）於2006年5月29日－7月28日播出，每季皆為45集。
本劇臺灣播映權沿襲《孩子們的戰爭》，由國興衛視以日語原音加中文字幕首播。

## 劇情概要

### 第1季（Heart 1）
以小學為故事舞台，講述小學教師大月香織（大河内奈奈子飾演）對抗校園暴力的過程。當過飆車族女頭頭的大月香織，被聘到綠川小學當5年3班的導師，不料這個班級的小學生們不但不懂得尊師重道，同時還恣意欺負同學，甚至連家長與其他師長都淪為幫兇。同在此班的女學生河合花（加地千尋飾演）正義感十足，每每為弱勢同學發聲。意氣相投的兩人即將要為校園帶來新的改變。

### 第2季（Heart 2）
為第1季的續集，故事發生在2年後。香織（大河内奈奈子飾演）與小花（加地千尋飾演）與祐太（高木優希飾演）的父親光一郎（山下規介飾演）結婚，同住的還有光一郎的母親波江（三林京子飾演）及香織與前夫所生的女兒桃子（佐藤栞菜飾演）。香織除了學校的教學工作外，還得面對婆媳及親生女兒與再婚丈夫所生兒女的相處問題。

## 登場人物及演員

### 主要登場人物
- 河合（大月）香織：大河内奈奈子

綠川第一小學5年3班導師→望丘第一中學1年1班導師兼數學老師。
- 河合光一郎：山下規介
- 河合花：加地千尋
- 河合祐太：高木優希
- 河合（市川）桃子：佐藤栞菜（第2季）

香織與前夫所生的女兒。
- 矢吹大地：内藤惟人
- 岸本良平：土屋翔
- 河合波江：三林京子（第2季）

### 第1季（Heart 1）
- 津田由里：一岐美憂
- 秋野未來：内海使香
- 小島莉奈：奥村夏未
- 塚本健：長村航希
- 小野田卓：石原英秀
- 藤井雅也：下村匡嗣
- 矢野純一：久保智哉
- 廣大：鈴木秀馬
- 翔：山本將（第2季）
- 俊介：伊藤太一

以上皆為5年3班學生。
- 野口哲夫：鈴木駿
- 和明：奥山拓實
- 信弘：鵜飼大樹

以上皆為5年2班學生。
- 6年級不良少年2人組：渥美貴士、中村館斗
- 石野勝男：國廣富之
- 西川和久：田口計
- 吉村菊江：大島蓉子
- 片山啓子：神矢由紀
- 岡田秀夫：西川智宏
- 内藤真由美：福地香代
- 澤村：丹波義隆
- 岸本幸子：藪下貴子
- 塚本芳江：舟木幸
- 小野田多恵子：石黑志伸
- 藤井康夫：加藤雅敏
- 野口敏子：中田裕子
- 昌子：藤澤理子

和明的母親。
- 矢野誠子：金良華
- 矢吹友彦：越川光男
- 石田亞樹：荒井萌
- 並木：中野敬裕

岸本幸子的交往對象。
- 美代子：大城梓
- 書店「福文堂」店員：伊澤勉[2]

### 第2季（Heart 2）
- 遠山雄介：五代高之

望丘第一中學校長。
- 岩本巌：武野功雄

1年3班導師、小花的導師兼國語老師。
- 木村純子：今村雅美

望丘第一中學英語教師、香織的同期同事。
- 山下：湯淺巧
- 石田：秋田卓郎[3]

以上2人為3年級學生。
- 小林正男：谷口新之介
- 野島健二：兼松一穗
- 齊藤昌一：池谷桃太
- 並木繪里：餘慶咲影
- 大島由香利：高木千佳

以上皆為1年3班學生。
- 彩夏：曾田茉莉江（美少女俱樂部31）

祐太的同學。
- 翔平：磯村洋祐

彩夏的男友。
- 岸本幸子：藪下貴子
- 矢吹宏明：杉浦俊
- 松浦惠[4]：麻生里奈

矢吹宏明的女友。
- 正男的母親：久田節美
- 健二的母親：武田梨沙子
- 繪里的母親：小栗雅子
- 由香利的母親：田中智砂
- 彩夏的母親：百瀨優子
- 小翔的母親：岡村由美
- 昌一的妹妹：尾本侑樹奈
- 遠山義明：遠藤太津朗

校長的父親。
- 美代子：松本美奈子
- 須藤：倉一平
- 下川：波田陽區（友情演出）

美代子的男友，外號「下流君」。
- 市川優子：西本遙
- 桃子的朋友：椎葉繪里

## 主題曲
- 第1季（Heart 1）

主題曲「evergreen」（作詞：田中秀典、高橋瞳／作曲：田中秀典／演唱：高橋瞳）
挿曲「白線〜スタートライン」（白線〜Start line）（作詞：ハレンチ☆パンチ／作曲：TO-WEST／演唱：ハレンチ☆パンチ）
宣傳曲「Ta-lila〜僕を見つけて〜」（Ta-lila〜找到我）（作詞：西島梢／作曲：松藤由里／演唱：Nana Musica）
- 第2季（Heart 2）

主題曲 「願い〜wishing〜」（願望〜wishing〜）（作詞：樋口侑／作曲・編曲：高木茂治／演唱：D.D.D）

## 製作群
- 製作人：堀場正仁 等
- 導演：大羽秀樹
- 副導演：中山貴洋

## 外部連結
- 中部日本放送－新孩子們的戰爭 （页面存档备份，存于）
- 中部日本放送－新孩子們的戰爭2 （页面存档备份，存于）
- 國興衛視－新孩子們的戰爭 （页面存档备份，存于）

## 節目的變遷
| MBS・CBC 週一至週五 13:30至14:00  | MBS・CBC 週一至週五 13:30至14:00   | MBS・CBC 週一至週五 13:30至14:00      |
| --------------------------------- | ---------------------------------- | ------------------------------------- |
|                                   | 新孩子們的戰爭 (2005.8.1 - 9.30)   |                                       |
| 約束 (2005.5.30 - 7.29)           | 設計師 (2005.10.3 - 11.25)         |                                       |
| 新從外地的生活2 (2006.4.3 - 5.26) | 新孩子們的戰爭2 (2006.5.29 - 7.28) | 畫金著〜返回童年〜 (2006.7.31 - 9.29) |

| 國興衛視 週一至週四 19:00至20:00              | 國興衛視 週一至週四 19:00至20:00                                                   | 國興衛視 週一至週四 19:00至20:00 |
| --------------------------------------------- | ---------------------------------------------------------------------------------- | -------------------------------- |
|                                               | 新孩子們的戰爭 （2014.1.23 - 2014.3.26） 新孩子們的戰爭2 （2014.1.23 - 2014.3.31） |                                  |
| 月花女將的生存之道 （2013.12.19 - 2014.1.22） | 王牌搜查官 （2014.4.21 - 2014.5.6）                                                |                                  |